# المنزل والعائلة
المنزل والعائلة (برنامج المنزل والعائلة سابقًا) هو برنامج حواري صباحي أمريكي يستضاف في الأصل من قبل كريستينا فراري ومايكل برقر وتشاك ووليري. تم عرض البرنامج لأول مرة في 1 أبريل 1996 على قناة العائلة واستمر حتى 14 أغسطس 1998، يضم البرنامج العديد من الشخصيات المتكررة والمنتظمة المعروفة باسم «الأسرة»  الذين يشاركونك نصائح حول الجمال والحرف اليدوية والطبخ وما شابه ذلك. في الأصل كان من بين العائلة جيمي جوين (الطاهي)؛ كانديس غارفي (أنماط الحياة)؛ مايتا دينوس (التشجير)؛ بوب جوليك (مجموعة متنوعة من المواضيع)؛ وإخوان كاري (النجارة والإصلاحات المنزلية).
تم إحياء العرض في 2012 ولا يزال فريدا من حيث أنه يطلب من النجم الضيف يوميا أن يبقى لمدة ساعتين كاملتين، يمدنا هذا برؤية واسعة كثيرا لشخصية واهتمامات النجم. وغالبا ما يكون الطاقم مشاهدين، كذلك.
يتم بثه حاليا على قناة هولمارك مع المضيفين ديبي ماتينوبولوس وكاميرون ماثيسون في تمام الساعة العاشرة صباحا (بتوقيت شرق الولايات المتحدة).

## مفهوم
المنزل والعائلة هي سلسلة هولمارك اليومية لمدة ساعتين، مسجلة أمام جمهور الإستديو في يومي الثلاثاء والخميس، في لوس أنجلوس، كاليفورنيا. مشيرا ستاينز قائلا أتخذ قرار ذلك لتشجيع الممثلين على المشاركة في العرض، دون الحاجة إلى الإستيقاظ في تمام الساعة الرابعة صباحا. تركيز العرض هو ببساطة على الترفيه والنصائح ضمن إطار صورة صحية." يمتنع الممثلون عن مناقشة الأحداث الجارية أو السياسة ويفرضون الرقابة على أنفسهم في الكلام؛ كمثال، قد لا يجوز لهم استخدام كلمة "النهد
يتم بث المسلسل في الأصل على قناة العائلة ولكنه انتهى في 14 أغسطس 1998، قبل يومين فقط من أن تصبح القناة قناة فاملي فوكس، والتي تضمنت إعادة هيكلة شاملة للشبكة التلفزيونية. بدأ إحياءها في 1 أكتوبر 2012، وانتقلت إلى مقرها الحالي، قناة هولمارك. شارك كل من مارك ستينز وبيج ديفيس في تقديم العرض لكن ديفيس غادرت بعد ستة أسابيع في 16 نوفمبر 2012 مع حلقتها الأخيرة التي تم تسجيلها في اليوم الذي يسبق استبدالها بكريستينا فيراري، والتي بدورها تم استبدالها بديبي ماتينوبولوس.
استمر العرض في الموسم الثاني حيث تم عرضه لأول مره في 30 سبتمبر 2013، تم تجديد المنزل والعائلة للموسم الثالث في 30 أبريل 2014 والذي تم عرضه لأول مره في 15 سيبتمبر من نفس تلك العام. تم الإعلان في 14 أبريل 2015، بأنه تمت الموافقة على الموسم الرابع وبجانب تلك الإشعار، أن العرض سيبث حلقات جديدة أسبوعيا طوال العام بأكمله.
كانت مغادرة فيراري مفاجئة ولم يتم إعطاء الجمهور أي تفسير أو إشعار مسبق قبل مغادرتها. في 21 يونيو 2016، أكدت قناة هولمارك أن فيراري لم تعد تشارك في استضافة البرنامج مع ستاينز. اختير المشارك السابق في برنامج The View ديبي ماتينوبولوس كبديل لها. في بيان عبر موقع فيسبوك، تحدثت فراري عن خروجها: «إنه حقًا بسيط للغاية، فالمنزل والعائلة سيكون لهما موسم خامس وأنا سعيد جدًا بذلك، وقررت شبكة التلفزيون أنهم يريدون مضيفًا جديدًا مشاركًا، وسوف تكون ديبي، ستقوم بعمل رائع!» 
في أواخر مايو 2018، تم فصل ستاينز فجأة من المسلسل. في 31 أيار (مايو) 2018، أعلنت هولمارك الأخبار عبر تدوينة على موقع تويتر أنها «قد فصلت»، وفي نهاية حلقة اليوم التالي، بينما كانت ماتينبولوس محاطة بأعضاء الفريق، فقد أعطت إعلانًا عاطفيًا غامضًا ومليئ بالثناء إلى جمهور مشاهدي ستاينز «وذلك أنه لم يعد مشاركا في المسلسل».  أفيد لاحقًا أنه لم تكن هناك شكاوى حول سلوك شتاينز وأن العرض كان يتجه فقط نحو اتجاه إبداعي مختلف. لم ينتهي عقد ستاينز ولم يتم إخباره إلا بعد تسجيل ما كان آخر عرض له. في 26 تموز (يوليو) 2018، تم اختيار كاميرون ماثسون كمضيف مشارك جديد لماتينوبولوس، لتولي منصبه في سبتمبر مع إطلاق الموسم السابع.
في 26 بولبو 2019، تم تجدديد المسلسل لموسمه الثامن.

## المضيفين

### المضيفين الحاليين
- ديبي ماتينوبولوس (2016 إلى الوقت الحاضر)
- كاميرون ماثيسون (2018 حتى الآن)

### المضيفين السابقين
- تشاك ووليري (1996)
- مايكل برجر (1996-1998)
- كريستينا فيراري (1996-1998، 2012-2016)
- بيج ديفيس (2012)
- مارك ستينز (2012-2018)

## «الأسرة» الحالية
- كيم دوغلاس (نمط الحياة)
- أورلي شاني (الخياطة والحرف والأناقة)
- كين وينجارد (ديكور، DIY)
- بيج هيميس (خبير DIY)
- شيرلي بوفشو (التشجير)
- لورانس زريان (أزياء)
- علي فيدوتوفسكي (أسلوب حياة وخبير DIY)
- لاريسا ووهل (خبيرة تبني الحيوانات الأليفة)
- ماريا بروفينزانو (خبير DIY) [8]

## روابط خارجية
- المنزل والعائلة على موقع IMDb (الإنجليزية)
- المنزل والعائلة على موقع قاعدة بيانات الفيلم (الإنجليزية)
- الموقع الرسمي
- The Home and Family Show (1996–1998)
- The Home and Family Show (2012–present)